# Praça e Monólito da Diversidade Sexual

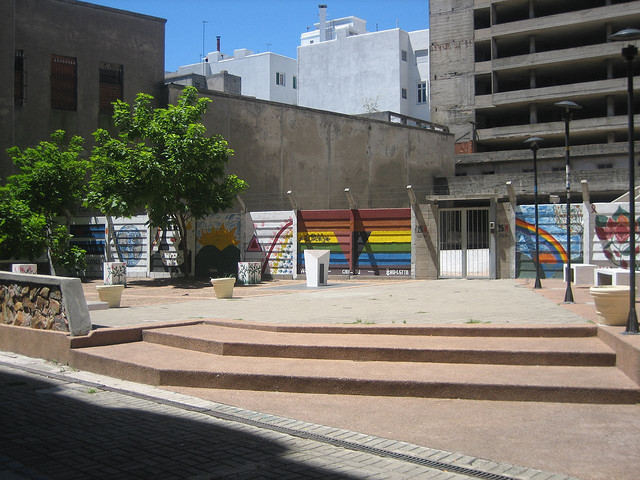
Praça e monólito da diversidade sexual, Montevidéu.

A Praça e Monólito da Diversidade Sexual (em espanhol: Plaza y monolito de la diversidad sexual) de Montevidéu, Uruguai, estão situados na cidade velha, ao final da passagem Policía Vieja entre as ruas Sarandí e Bartolomé Mitre.

## Praça
A inauguração oficial da praça e seu monólito comemorativo ocorreu em 2 de fevereiro de 2005, presidida pelo prefeito Mariano Arana, na presença de grupos LGBT e de direitos humanos, promotores da iniciativa, bem como de intelectuais e artistas como o escritor Eduardo Galeano e a cantora Arlett Fernández. Desta forma, Montevidéu tornou-se a quarta cidade do mundo e a primeira da América Latina a ter uma praça dedicada à diversidade sexual.

## Monólito
O monólito é um prisma de base triangular com altura aproximada de um metro. Na sua base superior inclinada há uma placa em forma de triângulo equilátero invertido, na forma de triângulos rosa e preto que os nazistas obrigaram os gays e as lésbicas a usarem, fato este que também se refere o mármore de listras rosa e preto de que a placa é feita. A inscrição na placa diz: "Honrar a diversidade é honrar a vida. Montevidéu pelo respeito a todo tipo de identidade e orientação sexual. Ano de 2005".
Desde sua inauguração este lugar é a origem das concentrações do orgulho gay na cidade.